# جلاء الخاطر من كلام الشيخ عبد القادر (كتاب)
جلاء الخاطر من كلام الشيخ عبد القادر، كتاب للإمام عبد القادر الجيلاني يقع في جزئين، يحتوي مجموعة خطب للأمام الجيلاني، قام بدراسته وتحقيقه بطريقة علمية أكاديمية الدكتور ابراهيم عزة ابراهيم الدوري ،كأطروحة للدكتوراة في جامعة بغداد، وللكتاب طبعات تجارية سقيمة لا قيمة علمية لها، ابتدأ الكتاب بخطب حول بالفقه في باب العبادات ثم العقائد والفرق الإسلامية، ثم الأخلاق والآداب الإسلامية والمواعظ الحسنة (التصوف).